# Patinatge artístic sobre rodes
|  | Per a altres significats, vegeu «Patinatge artístic sobre gel». |

El patinatge artístic sobre rodes és un esport utilitzant patins de rodes, fent execucions artístiques. A l'estil és similar del patinatge artístic sobre gel. Hi ha dos tipus de patins: el de línies i a quatre rodes.

## Història
S'esmenta l'holandès Hoans Brinker com el primer inventor dels patins de rodes. En 1770, el belga Joseph Merlin va crear uns patins incorporant quatre rodes disposades en una sola línia. Aquests primers patins tenien rodes metàl·liques i era difícil frenar.
En 1789 Lodewijik Maximilian Van Lede va introduir el patí en línia a França, on va ser anomenat patí a terre («patí de terra»). Aquests patins consistien en una placa de metall amb rodes de fusta. En 1819, es va establir la primera patent comercial del patí en línia amb tres rodes. Sobre aquesta mateixa època es tenen notícies de la primera representació, el ballet Der Maler oder die Wintervergnügen («El pintor o els plaers hivernals») en la qual apareixien patinadors sobre rodes simulant el patinatge sobre gel.
Al llarg del segle xix van aparèixer més models de patins, tots ells amb les rodes en línia i que no permetien prendre bé les corbes. El primer patí de tipus quad, amb dues rodes a cada costat, va ser inventat pel nord-americà James Plimpton en 1863. Les rodes podien pivotar independentment de la muntura, la qual cosa els feia molt més maniobrables. Més tard es van incorporar els rodaments en les rodes, que disminuïen la fricció i el bloc de goma usat per frenar. Aquests patins van permetre el desenvolupament del patinatge artístic sobre rodes. Cap al final del segle xx va ser quan es van inventar els primers patins in-line apropiats per al patinatge artístic.
L'abril del 1924 es va fundar a Montreux (Suïssa) la Federation Internationale du Patinatge a Roulotte (FIPR) (Federació Internacional de Patinatge de Rodes. La FIPR va organitzar els primers campionats de patinatge artístic en 1947, a Washington, EUA. L'organització va passar a cridar-se més tard Federation Internationale de Roller Skating (FIRS). la FIRS està reconeguda pel Comitè Olímpic Internacional com la representant de totes les disciplines de patinatge sobre rodes, un primer pas necessari perquè s'accepti aquest esport en els Jocs Olímpics.
El 2002 van tenir lloc els primers campionats de patinatge artístic en la modalitat en línia.

## Element bàsic: el patí
El clàssic patí, també conegut com a quad, té quatre rodes col·locades per parelles en dos eixos. Hi ha molts tipus diferents de patins, sempre seguint una mateixa estructura, el que pot variar és el color, la forma o l'estil. Una bona manera de personalitzar-se uns patins és canviar el color dels cordons, per exemple.

## Objectiu
El patinatge artístic sobre rodes té com a objectiu principal barrejar els moviments de dansa amb la sincronització del moviment de les mans i dels peus. Es tracta d'aconseguir la combinació perfecta. Per aquest motiu en patinatge trobem tanta diversitat de moviments, salts, piruetes, figures, etc.

## Lloc on es realitza
Es duu a terme en superfícies diferents al gel, en general de terratzo o parquet, que al seu torn poden tenir opcionalment una capa de material plàstic (poliuretà, resina sintètica, etc.). El patinatge artístic es desenvolupa en pistes.

## Figures, salts i piruetes
- Dimoni / Equilibri / Floreta: Patinant endavant s'aixeca un peu.
- Carro / Cadireta: Consisteix a ajupir-te mentre patines amb els dos peus a terra
- Canó: Igual que el carro, però estirant una cama endavant sense que toqui a terra.
- Àngel: Aixecar una cama, paral·lelament amb el terra, mentre patines (endavant o enrere) amb l'altre.
- Àncora o papallona: Passant una mà per darrere el cos t'agafes un peu i l'estires tan amunt com pots sense desequilibrar-te mentre patines endavant o enrere.
- Picat: Patinant enrere, s'estira el peu esquerra enrere i amb el tac del patí es colpeja contra el terra, tot xocant amb el patí dret i caient amb la cama esquerra.
- Puntada a la lluna: Patinant endavant s'estira el peu dret endavant i es colpeja sense gaire força contra el terra, fent un saltet sense gir i caient amb la cama esquerra a terra.
- Mort del cigne o Irondel: consisteix a passar una cama per darrere l'altre i ajupir-te quasi fins a tocar a terra però sense tocar-hi. El cos ha d'estar totalment recte i paral·lel amb el terra.
- Salt del tres o salt anglès: Salt de mitja volta, es comença patinant enrere, s'aixeca la cama esquerra per fer mitja volta i quedar patinant endavant mentre que la cama dreta s'aixeca del terra i es dona impuls i se salta mitja volta (sempre girant cap a l'esquerra) caient amb la cama dreta a terra.
- Metz / toe loop: Patinant enrere s'aixeca la cama esquerra i aquesta s'impulsa amb el tac contra el terra fent una volta sencera (girant ca a l'esquerre) i caient després amb la cama dreta a terra.
- Águila: Patinant es col·loca els dos peus en forma de línia recta, no paral·lel, i s'aguanta durant un cert temps.
- Salchow: Patinant enrere, es fa voleiar la cama dreta de darrere cap a davant per donar impuls, es posa el tac esquerre a terra i es fa una volta sencera acabant amb el peu dret a terra.
- Flip: Patinant enrere, es creua la cama esquerra per sobre la dreta, després s'aixeca la dreta i es colpeja amb el tac contra el terra, fent una volta sencera i caient a terra amb la cama dreta.
- Ripper / Rittberger / Loop: Patinant enrere, es posa la cama esquerra sobre la dreta, quedant mínimament creuada i amb la dreta que està a terra es fa força i es fa una volta sencera i caient en la mateixa posició del principi.
- Thoren: Patinant enrere, posició igual que el ripper i se salta una volta completa caient amb la cama esquerra a terra i la dreta ben estirada enrere.
- Lutz: Entrada en forma de L, s'aixeca la cama dreta, es colpeja el tac contra el terra i es fa una volta sencera, caient amb la cama dreta a terra (salt semblant al flip).
- Doble metz / Doble toe loop:es fer el metz però en contes d'una volta a l'aire dues.
- Àxel: Exactament igual que el salt anglès (o salt del tres) però en comptes de saltar mitja volta, saltes una volta i mitja.
- Pirueta de dos peus: Girar tot el cos (sempre cap a l'esquerra) tant ràpid com es pugui però sense perdre l'equilibri, amb els dos peus a terra i junts.
- Pirueta amb un peu: El peu esquerre a terra i fent girar (cap a l'esquerra) tot el cos sobre un peu mentre l'altre està aixecat. El peu que està a terra ha de girar interiorment i enrere.
- Pirueta exterior endavant: El peu esquerre a terra i l'altre lleugerament aixecat però paral·lel al que toca a terra. El que toca a terra girant cap a l'esquerra exteriorment endavant, és a dir, com si el patí fos un compàs i l'agulla del compàs fos la roda exterior de darrere i el patí ha de girar endavant.
- Pirueta exterior enrere: Amb el peu dret a terra es gira cap a l'esquerra exteriorment enrere, és a dir, amb el mateix exemple d'abans, l'agulla del compàs és la roda exterior de davant (però de l'altre peu) i el patí ha de girar enrere.
- Pirueta baixa: Igual que la pirueta amb un peu però mentre es fa la pirueta es fa també el canyó alhora. Es realitza amb el peu esquerre a terra. Si es fa la baixa amb el peu dret la pirueta, ha de ser una exterior enrere.
- Pirueta exterior d'àngel: Fent una pirueta exterior enrere la cama que no toca a terra es posa en posició com si féssim l'àngel.
- Pirueta bucle d'àngel: Fent la pirueta bucle i el peu que no toca a terra en posició d'àngel.
- Pirueta de taló: Fent la pirueta bucle d'àngel però amb el peu aixecat de davant, per tant es realitza amb les dues rodes de darrere.
- Pirueta reversa: Fent la pirueta exterior d'àngel però girant tot el cos al revés (si en les piruetes d'àngel el cos mira cap a baix, en aquesta pirueta el cos ha de quedar mirant amunt).
- Doble Lutz: És el mateix que el lutz però amb dues voltes a l'aire

## Escolar o federat
Dintre d'un club de patinatge distingim dos grans grups: l'escolar i el federat. Per una part, ens referim a escolar, quan ho fem per divertir-nos, és a dir per a passar l'estona. Per altra part, el federat, és quan ho fem per dedicar-nos-hi i pertànyer a un club determinat.
Segons l'escolar distingim una sèrie de nivells, els quals distingeixen el grau de dificultat de cada patinador/a:
1r nivell: El primer nivell és el principiant. En aquest nivell les figuretes elaborades són: essencialment saber anar endavant i enrere, el dimoni/equilibri/floreta, el carro o la cadireta, el canó, l'àngel endavant, la papallona o àncora, el picadillo, la patada a la lluna i finalment la pirueta de dos peus.
2n nivell: En el segon nivell, a part de saber fer tots els del nivell 1 es fa a part: l'àngel enrere, pirueta d'un peu, salt del tres, i combinat de figures.
3r nivell: En el tercer nivell, a part de saber fer tots els del nivell 1 i dos es fa també: l'àguila, el salcow, el metz i la pirueta d'un peu amb entrada.
4t nivell: " " " tots els dels nivells anteriors més: el ripper o també anomenat rittberger
5è nivell: " " " " " més: saber fer cinc voltes, flip i combinat de salts (patada a la lluna, salt anglès i mex)
Segons el federat distingim:
Nivell 1
Nivell 2
Nivell 3
Nivell 4
Nivell 5
Nivell 6
Nivell 7
Nivell 8
Nivell 9
Nivell 10
Nivell 11
Categories per edat

## L'Escola
L'escola és una modalitat que es duu a terme al patinantge artístic i el qual es basa en realitzar uns girs concrets sobre unes línies (en forma de rodones). El patí que es duu en aquesta modalitat és diferent al que es duu per realitzar els salts. En aquest cas, el patí no té fre i té unes rodes més grans. A més a més, els carros del patí es mouen en diverses posicions per tal de poder adaptar-se a la figura. La rodona es realitza amb només un peu i es canvia el peu on es creuen les dues rodones, mitjançant una sortida.
l'Escola també té la modalitat de bucle i el qual es basa en dues rodones molt més petites que les que es fa l'escola i on, mitjançant el patí i seguint una rodona molt més petita, s'ha de realitzar la volta amb un peu.

### Tipus de figures
Per l'escola hi ha diferents nivells com el lliure:
Iniciació C: Les figures més bàsiques. Les anomenades 1 i 2 i les quals es basen en seguir una rodona amb el peu dret i l'altre amb el peu esquerre. Tot això realitzat des d'una sortida central (on s'ajunten les dues rodones) i fet endavant.
Iniciació B: Al B realitzem la 3 i la 4. Les quals es basen en realitzar la rodona dreta amb el peu dret i l'esquerra amb l'esquerre però, la complicació d'aquesta és que les rodones es fan endarrere i la seva sortida també.
Iniciació A: Es realitzen les figures 8 i 9, les quals tenen un tres al mig (girar d'endavant a endarrere). Són unes figures complicades ja que has de girar de davant a radera i al revés sense sortir de la línia marcada. També es realitza la figura 11, la qual és un doble tres i per tant, que en cada rodona té dos tresos a realitzar, a la mateixa alçada en cada extrem vertical de la rodona.
Certificat: Les escoles de certificat són: El doble tres endarrere, amb els tresos marcats al vertical de la rodona i els bucles, els quals són rodones més petites que les normals i on es realitzen voltes en una rodona més petita.
Categories Cada categoria té les seves figures, des dels bucles bàsics fins als brackets o contra-brackets. Aquests van augmentant i canviant la seva complicació conforme vas canviant de categoria. Les categories són: Benjamí, infantil, cadet, júnior, juvenil i sènior, dividides sempre segons l'edat de les patinadores.

## Competicions
Per tal de passar de nivell, s'han de fer una sèrie de proves, que es fan dos o tres cops a l'any. Aquestes proves consisteixen a fer una sèrie de balls, davant d'un jurat, i per tal d'aprovar i passar de nivell, els membres del jurat, el qual el formen tres persones, t'han de puntuar amb dos cincs de tres notes, o sigui 5.0, 5.0, 5.0. Si aproves, passes de nivell i sinó encara tens una segona oportunitat en la segona copa, que cau en el març. Però si no aproves aquesta última, hauràs de passar de nivell l'any que ve, quan es torni a fer la competició.

## Indumentària
En el patinatge lliure, no hi ha una indumentària obligatòria, però abans d'arribar a la competició s'ha de dur l'equipament de l'entitat o del club on es patina.

## Modalitats

### Patinatge lliure

Artistic roller skating pictogram.

La competició de patinatge lliure consisteix en un programa curt i un programa llarg, que contribueixen un 25% i un 75% respectivament a la puntuació final. En el programa curt s'han de realitzar sis elements obligatoris: salts —simples, dobles o triples, segons la categoria—, girs —piruetes de múltiples rotacions en diferents postures i sobre diferents rodes— i treball de peus. Aquests elements sol es poden intentar una vegada. En el programa llarg el nombre màxim d'elements d'un tipus no està regulat sempre que no es repeteixin. S'ha d'incloure un cert nombre de girs i salts; aquests poden ser simples, si només s'efectua un salt, o s'usa un sol peu i posició en els girs o combinats, enllaçant múltiples salts o, en el cas dels girs, amb canvis dempeus i/o posició. També és obligatori efectuar dues seqüències de passos. El programa rep dues notes: El mèrit tècnic, valorant la varietat i dificultat dels elements, i la impressió artística, que puntua l'execució harmònica dels elements reflectint en la interpretació el caràcter de la música.

### Parelles
Les parelles realitzen un programa curt (25% de la puntuació total) i un programa llarg (75% de la puntuació). Els elements obligatoris del programa curt són: l'espiral de la mort, un salt ombra (els dos patinadors realitzen el mateix salt costat a costat), un gir ombra, un gir de contacte, dues elevacions diferents, un salt llançat i una seqüència de treball de peus. En el programa llarg, no es poden realitzar més de tres elevacions. El programa llarg inclou dues espirals de la mort, una seqüència de passos i una seqüència d'arabescos. La resta dels elements són de lliure elecció. Els programes de parelles reben puntuacions pel mèrit tècnic i la impressió artística.

### Dansa
La dansa per parelles consta de dues danses obligatòries, una dansa original, en la qual els patinadors realitzen passos de la seva elecció, i una dansa lliure. Per a les danses obligatòries i originals s'utilitzen ritmes tradicionals de ball de saló, com el vals, foxtrot, tango, pas doble, marxa, etc. En aquest segment de la competició és important executar els passos correctament i al ritme marcat pel tempo de la música. La música de la dansa lliure ha de tenir un ritme ben definit. En la dansa lliure es permeten moviments de patinatge lliure, encara que amb algunes restriccions: per exemple, els salts no poden comptar amb més d'una rotació i les elevacions no poden ser més altes que a nivell de les espatlles. La dansa original i la dansa lliure reben dues notes al mèrit tècnic i impressió artística, i la puntuació total és la suma de les puntuacions obtingudes en cada segment.

### Solo Dance
En dansa també es pot competir individualment. Homes i dones competeixen conjuntament en la dansa individual, excepte en la categoria Sènior. La competició de dansa individual consta de dues danses obligatòries i una dansa lliure. Les danses obligatòries són les mateixes que les realitzades en parella, però per a la competició individual, tant homes com dones realitzen els mateixos passos.

### Patinatge de precisió
Els grups de patinatge de precisió compten entre 16 i 24 membres que patinen en formació. En aquesta categoria no es permeten salts ni girs amb més d'una rotació però si elevacions. S'atorguen dues notes: la primera per la composició del programa i la segona per la presentació. L'originalitat i la dificultat de les formacions i l'uníson dels patinadors en efectuar-les són factors importants per a obtenir una puntuació alta. Hi ha cinc maniobres fonamentals que s'han de realitzar almenys una vegada durant el programa: En cercle, en aspa, en línia, en bloc (compost de 4 a sis línies) i interseccions.

### Patinatge deshow
Es realitza a quatre diferents de patinatge de xou, una per a grups grans (12-30 patinadors), una altra per a grups petits (6-22 patinadors), una altra per a grups juvenils (8-16 patinadors) i una altra per a quartets (4 patinadors). Els elements del patinatge de precisió estan permesos, encara que en un número limitat, i no es permeten elements propis de patinatge de parelles. En els programes es puntua en primer lloc el contingut, reflectint la dificultat i el disseny del programa i la tècnica del grup, i en segon lloc la presentació, per l'expressivitat, la interpretació i l'ús del vestuari i maquillatge per a reflectir el tema de la música. Des de fa uns anys també s'ha afegit a la disciplina la competició de grups juvenils i quartets.